# Campeonato Argentino Súper 9 2015
El torneo Súper 9 de 2015 fue la quinta edición del campeonato organizado por la Unión Argentina de Rugby para las uniones regionales en la última división (Zona Desarrollo) del Campeonato Argentino de Mayores y el Campeonato Argentino Juvenil. El torneo se llevó a cabo el 27 y 29 de marzo de 2015, en las instalaciones del Club de Polo de Estancia Grande, Provincia de San Luis.
El torneo de mayores fue ganado por la Unión de Rugby del Valle del Chubut, consiguiendo su primer Súper 9 de mayores al derrotar 12-0 en la final a la Unión Andina de Rugby. El torneo de juveniles fue ganado por la Unión de Rugby del Oeste de Buenos Aires, conquistando la Copa de Oro al vencer a la Unión Jujeña de Rugby y a los anfitriones, la Unión de Rugby San Luis. La Copa de Plata y la Copa de Bronce fueron ganadas por Austral y Lagos del Sur, respectivamente.

## Equipos participantes
Disputaron este torneo ocho equipos en Mayores y nueve en Juveniles, correspondientes a las Zonas Desarrollo del Campeonato Argentino de Mayores 2015 y Campeonato Argentino Juvenil 2015, respectivamente. 
| Equipo           | Unión                               |
| ---------------- | ----------------------------------- |
| Andina           | Unión Andina de Rugby               |
| Austral          | Unión de Rugby Austral              |
| Chubut           | Unión de Rugby del Valle del Chubut |
| Formosa          | Unión de Rugby de Formosa           |
| Jujuy            | Unión Jujeña de Rugby               |
| Misiones         | Unión de Rugby de Misiones          |
| San Luis         | Unión de Rugby San Luis             |
| Tierra del Fuego | Unión de Rugby de Tierra del Fuego  |

| Equipo           | Unión                                    |
| ---------------- | ---------------------------------------- |
| Andina           | Unión Andina de Rugby                    |
| Austral          | Unión de Rugby Austral                   |
| Formosa          | Unión de Rugby de Formosa                |
| Jujuy            | Unión Jujeña de Rugby                    |
| Lagos del Sur    | Unión de Rugby de los Lagos del Sur      |
| Oeste            | Unión de Rugby del Oeste de Buenos Aires |
| San Luis         | Unión de Rugby San Luis                  |
| Santa Cruz       | Unión Santacruceña de Rugby              |
| Tierra del Fuego | Unión de Rugby de Tierra del Fuego       |

## Formato

### Mayores
Durante la primera fase, los ocho equipos fueron divididos en dos zonas de cuatro equipos cada una que se resolvieron a través del sistema de todos contra todos a una sola ronda. Se otorgaron 4 puntos por partido ganado, 2 por partido empatado y 0 por partido perdido. Se otorgaron también 1 punto bonus ofensivo en el caso de marcar tres o más tries que el oponente y 1 punto bonus defensivo por perder por siete puntos de diferencia o menos.
En la fase final, los ganadores de cada zona se enfrentan en una final por el campeonato y la clasificación a la Zona Ascenso del Campeonato Argentino de Mayores de la siguiente temporada. A los efectos de determinar el posicionamiento final, los equipos clasificados segundo de cada zona juegan una final determinar el 3.º puesto; los clasificados tercero juegan una final para determinar el 5.º puesto; y los clasificados cuarto juegan una final para determinar el 7.º puesto.

### Juveniles
Durante la primera fase, los nueve equipos fueron divididos en tres zonas de tres equipos cada una. Cada zona se resolvió a través del sistema de todos contra todos a una sola ronda. Se otorgaron también 1 punto bonus ofensivo en el caso de marcar cuatro tries o más y 1 punto bonus defensivo por perder por siete puntos de diferencia o menos. Los 1.º de cada zona clasificaron a la Copa de Oro, los 2.º a la Copa de Plata y los 3.º a la Copa de Bronce.
La fase final estuvo divida en tres zonas: Copa de Oro, Plata y Bronce. Cada zona se resolvió bajo el mismo formato de la primera fase.  El ganador de cada zona se adjudicó su respectiva copa, con el campeón de la Copa de Oro siendo el campeón del torneo y ascendiendo a la Zona Ascenso del Campeonato Argentino Juvenil de la siguiente temporada.

## Mayores

### Primera fase
Zona A
| Pos. | Equipos  | Partidos | Partidos | Partidos | Tantos | Tantos | Tantos | Pts. |
| Pos. | Equipos  | G        | E        | P        | PF     | PC     | DP     | Pts. |
| ---- | -------- | -------- | -------- | -------- | ------ | ------ | ------ | ---- |
| 1.°  | Chubut   | 3        | 0        | 0        | 32     | 13     | +19    | 12   |
| 2.°  | Austral  | 2        | 0        | 1        | 47     | 9      | +38    |      |
| 3.°  | Formosa  | 1        | 0        | 2        | 16     | 42     | -26    | 4    |
| 4.°  | Misiones | 0        | 0        | 3        | 19     | 50     | -31    | 1    |

|  | Clasifica a la final de Ascenso |

| 27 de marzo | Chubut | 8 - 0                   | Formosa | EGPC, Estancia Grande |  |
|             |        | Reporte p.44-46 Reporte |         |                       |  |

| 27 de marzo | Austral | 19 - 0                  | Misiones | EGPC, Estancia Grande |  |
|             |         | Reporte p.44-46 Reporte |          |                       |  |

| 27 de marzo | Chubut | 15 - 7                  | Misiones | EGPC, Estancia Grande |  |
|             |        | Reporte p.44-46 Reporte |          |                       |  |

| 27 de marzo | Austral | 22 - 0                  | Formosa | EGPC, Estancia Grande |  |
|             |         | Reporte p.44-46 Reporte |         |                       |  |

| 29 de marzo | Chubut | 9 - 6                   | Austral | EGPC, Estancia Grande |  |
|             |        | Reporte p.44-46 Reporte |         |                       |  |

| 29 de marzo | Formosa | 16 - 12                 | Misiones | EGPC, Estancia Grande |  |
|             |         | Reporte p.44-46 Reporte |          |                       |  |

Zona B
| Pos. | Equipos          | Partidos | Partidos | Partidos | Tantos | Tantos | Tantos | Pts. |
| Pos. | Equipos          | G        | E        | P        | PF     | PC     | DP     | Pts. |
| ---- | ---------------- | -------- | -------- | -------- | ------ | ------ | ------ | ---- |
| 1.°  | Andina           | 3        | 0        | 0        | 43     | 17     | +26    |      |
| 2.°  | Tierra del Fuego | 2        | 0        | 1        | 86     | 21     | +65    | 10   |
| 3.°  | San Luis         | 1        | 0        | 2        | 42     | 46     | -4     |      |
| 4.°  | Jujuy            | 0        | 0        | 3        | 14     | 101    | -87    | 0    |

|  | Clasifica a la final de Ascenso |

| 27 de marzo | Andina | 13 - 5                  | San Luis | EGPC, Estancia Grande |  |
|             |        | Reporte p.44-46 Reporte |          |                       |  |

| 27 de marzo | Tierra del Fuego | 55 - 0                  | Jujuy | EGPC, Estancia Grande |  |
|             |                  | Reporte p.44-46 Reporte |       |                       |  |

| 27 de marzo | Andina | 22 - 7                  | Jujuy | EGPC, Estancia Grande |  |
|             |        | Reporte p.44-46 Reporte |       |                       |  |

| 27 de marzo | Tierra del Fuego | 26 - 13                 | San Luis | EGPC, Estancia Grande |  |
|             |                  | Reporte p.44-46 Reporte |          |                       |  |

| 29 de marzo | Andina | 8 - 5                   | Tierra del Fuego | EGPC, Estancia Grande |  |
|             |        | Reporte p.44-46 Reporte |                  |                       |  |

| 29 de marzo | San Luis | 24 - 7                  | Jujuy | EGPC, Estancia Grande |  |
|             |          | Reporte p.44-46 Reporte |       |                       |  |

### Fase final
Final
| 29 de marzo | Chubut | 12 - 0                  | Andina | EGPC, Estancia Grande |  |
|             |        | Reporte p.44-46 Reporte |        |                       |  |

Final 3.° puesto
| 29 de marzo | Austral | 12 - 5                  | Tierra del Fuego | EGPC, Estancia Grande |  |
|             |         | Reporte p.44-46 Reporte |                  |                       |  |

Final 5.° puesto
| 29 de marzo | Formosa | 12 - 7                  | San Luis | EGPC, Estancia Grande |  |
|             |         | Reporte p.44-46 Reporte |          |                       |  |

Final 7.° puesto
| 29 de marzo | Misiones | 26 - 5                  | Jujuy | EGPC, Estancia Grande |  |
|             |          | Reporte p.44-46 Reporte |       |                       |  |

### Tabla de posiciones
| 1.° | Chubut           | 4 | 0 | 0 | 44 | 13  | +31  |
| 2.° | Andina           | 3 | 0 | 1 | 43 | 19  | +24  |
| 3.° | Austral          | 3 | 0 | 1 | 59 | 14  | +45  |
| 4.° | Tierra del Fuego | 2 | 0 | 2 | 91 | 33  | +58  |
| 5.° | Formosa          | 2 | 0 | 2 | 28 | 49  | -21  |
| 6.° | San Luis         | 1 | 0 | 3 | 49 | 58  | -9   |
| 7.° | Misiones         | 1 | 0 | 3 | 45 | 55  | -10  |
| 8.° | Jujuy            | 0 | 0 | 4 | 19 | 127 | -108 |

|  | Campeón y asciende a Zona Ascenso 2016. |

| Bandera de la Provincia del Chubut |
| Chubut Campeón Súper 9             |
| Primer título                      |

## Juveniles

### Primera fase
Zona 1
| Pos. | Equipos       | Partidos | Partidos | Partidos | Tantos | Tantos | Tantos | Pts. |
| Pos. | Equipos       | G        | E        | P        | PF     | PC     | DP     | Pts. |
| ---- | ------------- | -------- | -------- | -------- | ------ | ------ | ------ | ---- |
| 1.°  | Oeste         | 2        | 0        | 0        | 28     | 15     | +13    | 8    |
| 2.°  | Austral       | 1        | 0        | 1        | 27     | 25     | +2     | 5    |
| 3.°  | Lagos del Sur | 0        | 0        | 2        | 17     | 32     | -15    | 1    |

|  | Clasifica a Copa de Oro    |
|  | Clasifica a Copa de Plata  |
|  | Clasifica a Copa de Bronce |

| 27 de marzo | Oeste | 15 - 5                  | Lagos del Sur | EGPC, Estancia Grande |  |
|             |       | Reporte p.44-46 Reporte |               |                       |  |

| 27 de marzo | Austral | 17 - 12                 | Lagos del Sur | EGPC, Estancia Grande |  |
|             |         | Reporte p.44-46 Reporte |               |                       |  |

| 27 de marzo | Oeste | 13 - 10                 | Austral | EGPC, Estancia Grande |  |
|             |       | Reporte p.44-46 Reporte |         |                       |  |

Zona 2
| Pos. | Equipos  | Partidos | Partidos | Partidos | Tantos | Tantos | Tantos | Pts. |
| Pos. | Equipos  | G        | E        | P        | PF     | PC     | DP     | Pts. |
| ---- | -------- | -------- | -------- | -------- | ------ | ------ | ------ | ---- |
| 1.°  | San Luis | 2        | 0        | 0        | 29     | 12     | +17    | 8    |
| 2.°  | Formosa  | 1        | 0        | 1        | 33     | 20     | +13    | 5    |
| 3.°  | Andina   | 0        | 0        | 2        | 5      | 35     | -30    | 0    |

|  | Clasifica a Copa de Oro    |
|  | Clasifica a Copa de Plata  |
|  | Clasifica a Copa de Bronce |

| 27 de marzo | San Luis | 15 - 12                 | Formosa | EGPC, Estancia Grande |  |
|             |          | Reporte p.44-46 Reporte |         |                       |  |

| 27 de marzo | Andina | 5 - 21                  | Formosa | EGPC, Estancia Grande |  |
|             |        | Reporte p.44-46 Reporte |         |                       |  |

| 27 de marzo | San Luis | 14 - 0                  | Andina | EGPC, Estancia Grande |  |
|             |          | Reporte p.44-46 Reporte |        |                       |  |

Zona 3
| Pos. | Equipos          | Partidos | Partidos | Partidos | Tantos | Tantos | Tantos | Pts. |
| Pos. | Equipos          | G        | E        | P        | PF     | PC     | DP     | Pts. |
| ---- | ---------------- | -------- | -------- | -------- | ------ | ------ | ------ | ---- |
| 1.°  | Jujuy            | 2        | 0        | 0        | 62     | 5      | +57    | 9    |
| 2.°  | Tierra del Fuego | 1        | 0        | 1        | 24     | 10     | +14    |      |
| 3.°  | Santa Cruz       | 0        | 0        | 2        | 0      | 71     | -71    | 0    |

|  | Clasifica a Copa de Oro    |
|  | Clasifica a Copa de Plata  |
|  | Clasifica a Copa de Bronce |

| 27 de marzo | Tierra del Fuego | 19 - 0                  | Santa Cruz | EGPC, Estancia Grande |  |
|             |                  | Reporte p.44-46 Reporte |            |                       |  |

| 27 de marzo | Jujuy | 52 - 0                  | Santa Cruz | EGPC, Estancia Grande |  |
|             |       | Reporte p.44-46 Reporte |            |                       |  |

| 27 de marzo | Tierra del Fuego | 5 - 10                  | Jujuy | EGPC, Estancia Grande |  |
|             |                  | Reporte p.44-46 Reporte |       |                       |  |

### Fase final
Copa de Oro
| Pos. | Equipos  | Partidos | Partidos | Partidos | Tantos | Tantos | Tantos | Pts. |
| Pos. | Equipos  | G        | E        | P        | PF     | PC     | DP     | Pts. |
| ---- | -------- | -------- | -------- | -------- | ------ | ------ | ------ | ---- |
| 1.°  | Oeste    | 2        | 0        | 0        | 63     | 21     | +42    | 9    |
| 2.°  | Jujuy    | 1        | 0        | 1        | 38     | 39     | -1     | 4    |
| 3.°  | San Luis | 0        | 0        | 2        | 10     | 51     | -41    | 1    |

|  | Campeón Copa de Oro |

| 29 de marzo | Jujuy | 21 - 29                 | Oeste | EGPC, Estancia Grande |  |
|             |       | Reporte p.44-46 Reporte |       |                       |  |

| 29 de marzo | Jujuy | 17 - 10                 | San Luis | EGPC, Estancia Grande |  |
|             |       | Reporte p.44-46 Reporte |          |                       |  |

| 29 de marzo | Oeste | 34 - 0  | San Luis | EGPC, Estancia Grande                   |                                         |
|             |       | Reporte |          | Árbitro(s): Pablo Deluca (Buenos Aires) | Árbitro(s): Pablo Deluca (Buenos Aires) |

Copa de Plata
| Pos. | Equipos          | Partidos | Partidos | Partidos | Tantos | Tantos | Tantos | Pts. |
| Pos. | Equipos          | G        | E        | P        | PF     | PC     | DP     | Pts. |
| ---- | ---------------- | -------- | -------- | -------- | ------ | ------ | ------ | ---- |
| 1.°  | Austral          | 2        | 0        | 0        | 30     | 18     | +12    | 8    |
| 2.°  | Formosa          | 1        | 0        | 1        | 34     | 27     | +7     | 5    |
| 3.°  | Tierra del Fuego | 0        | 0        | 2        | 22     | 41     | -19    | 1    |

|  | Campeón Copa de Plata |

| 29 de marzo | Tierra del Fuego | 10 - 15                 | Austral | EGPC, Estancia Grande |  |
|             |                  | Reporte p.44-46 Reporte |         |                       |  |

| 29 de marzo | Tierra del Fuego | 12 - 26                 | Formosa | EGPC, Estancia Grande |  |
|             |                  | Reporte p.44-46 Reporte |         |                       |  |

| 29 de marzo | Austral | 15 - 8                  | Formosa | EGPC, Estancia Grande |  |
|             |         | Reporte p.44-46 Reporte |         |                       |  |

Copa de Bronce
| Pos. | Equipos       | Partidos | Partidos | Partidos | Tantos | Tantos | Tantos | Pts. |
| Pos. | Equipos       | G        | E        | P        | PF     | PC     | DP     | Pts. |
| ---- | ------------- | -------- | -------- | -------- | ------ | ------ | ------ | ---- |
| 1.°  | Lagos del Sur | 2        | 0        | 0        | 67     | 0      | +67    | 10   |
| 2.°  | Andina        | 1        | 0        | 1        | 13     | 29     | -16    | 4    |
| 3.°  | Santa Cruz    | 0        | 0        | 2        | 5      | 56     | -51    | 0    |

|  | Campeón Copa de Bronce |

| 29 de marzo | Santa Cruz | 0 - 43                  | Lagos del Sur | EGPC, Estancia Grande |  |
|             |            | Reporte p.44-46 Reporte |               |                       |  |

| 29 de marzo | Santa Cruz | 5 - 13                  | Andina | EGPC, Estancia Grande |  |
|             |            | Reporte p.44-46 Reporte |        |                       |  |

| 29 de marzo | Lagos del Sur | 24 - 0                  | Andina | EGPC, Estancia Grande |  |
|             |               | Reporte p.44-46 Reporte |        |                       |  |

### Tabla de posiciones
| 1.° | Oeste            | 4 | 0 | 0 | 91  | 36  | +55  | 17 |
| 2.° | Jujuy            | 3 | 0 | 1 | 100 | 44  | +56  | 13 |
| 3.° | San Luis         | 2 | 0 | 2 | 39  | 63  | -24  | 9  |
| 4.° | Austral          | 3 | 0 | 1 | 57  | 43  | +14  | 13 |
| 5.° | Formosa          | 2 | 0 | 2 | 67  | 47  | +20  | 10 |
| 6.° | Tierra del Fuego | 1 | 0 | 3 | 46  | 51  | -5   |    |
| 7.° | Lagos del Sur    | 2 | 0 | 2 | 84  | 32  | +52  | 11 |
| 8.° | Andina           | 1 | 0 | 3 | 18  | 64  | -46  | 4  |
| 9.° | Santa Cruz       | 0 | 0 | 4 | 5   | 127 | -122 | 0  |

|  | Campeón Copa de Oro y asciende a Zona Ascenso 2016. |
|  | Campeón Copa de Plata.                              |
|  | Campeón Copa de Bronce.                             |

| Bandera de la Provincia de Buenos Aires |
| Oeste Campeón Súper 9 Juvenil           |
| Primer título                           |